# Municipio de Stump Sound
El municipio de Stump Sound (en inglés: Stump Sound Township) es un municipio ubicado en el  condado de Onslow en el estado estadounidense de Carolina del Norte. En el año 2010 tenía una población de 17.336 habitantes.

## Geografía
El municipio de Stump Sound se encuentra ubicado en las coordenadas 34°34′55.6″N 77°29′11.88″O / 34.582111, -77.4866333.